# Церква Святої Тройці (Городниця)
Церква Святої Тройці в Городниці — парафія і храм Хоростківського благочиння Тернопільської єпархії Православної церкви України в селі Городниця Чортківського району Тернопільської области.
Оголошена пам'яткою архітектури місцевого значення (охоронний номер 1897).

## Історія церкви
Існує легенда, що у 1772 році польський граф із роду Забельських, ховаючись від ординців, сховався під престолом місцевого костелу. У молитві він пообіцяв, що у разі порятунку подарує споруду православній громаді. Врятувавшись, граф дотримав слова, і костел перейшов до українців, ставши храмом Святої Трійці.
Вдячні жителі села разом із нащадком графа поховали жертводавця у подарованому храмі, про що свідчить меморіальна дошка, встановлена у 1847 році.
Кожен парафіянин долучався до розбудови святині. Зокрема, багатодітний батько Михайло Цимбали придбав світильник, який освітлює храм уже 100 років.
У 1990-х роках минулого століття голова колгоспу Володимир Петрів разом із громадою розпочали капітальний ремонт церкви. Проєкт реконструкції розробив Ярослав Кондришин.

## Парохи
- о. Василь Стефанець.